# Pèire Lagarda
Pèire Lagarda (1920-1992) fue un escritor francés en lengua occitana. 
Durante el régimen de Vichy creó la organización clandestina Federación de la Joenessa Occitana, para superar el Félibrige e impulsar el occitanismo. Fue uno de los fundadores del Institut d'Estudis Occitans junto a Robèrt Lafont, Juli Cubainas, Leon Còrdas, Max Roqueta, Fèlis Castanh y Renat Nelli, entre otros. Es autor de libros como Poèmas (1953), Lo mòrt de San Joan (1992) y Lo Pe-ranquet Del Solelh (1995) y ha traducido al occitano libros de Manuel de Pedrolo. Ha participado en numerosos actos de afirmación occitana como los Fuegos de Montsegur. También es inspector de enseñanza y secretario de la sección occitana del Centro de Hermanamiento Occitano-Catalàn (CAOC).
- Datos: Q4897255